# Елвін Робертсон
Елвін Сайррел Робертсон (англ. Alvin Cyrrale Robertson, нар. 22 липня 1962, Барбертон, Огайо, США) — американський професіональний баскетболіст, що грав на позиції атакувального захисника за низку команд НБА. Гравець національної збірної США. Олімпійський чемпіон 1984 року. Рекордсмен НБА за кількістю перехоплень за матч (2,71 перехоплення за кар'єру). Єдиний захисник в історії ліги, який зробив квадрупл-дабл.

## Ігрова кар'єра
На університетському рівні грав за команду Арканзас (1981—1984). 1984 року в складі збірної США взяв участь у Олімпійських іграх в Лос-Анджелесі, де команда здобула золоті медалі.
1984 року був обраний у першому раунді драфту НБА під загальним 7-м номером командою «Сан-Антоніо Сперс». Професійну кар'єру розпочав 1984 року виступами за тих же «Сан-Антоніо Сперс», захищав кольори команди із Сан-Антоніо протягом наступних 5 сезонів. 1986 року отримав нагороду Найбільш прогресуючого гравця НБА. Відзначався своєю захисною грою, багаторазовий член збірних всіх зірок захисту НБА, найкращий захисний гравець НБА (1986). 1986, 1987 та 1991 року був лідером ліги за кількістю перехоплень за матч. Є рекордсменом НБА за цим показником. Один з чотирьох гравців, який здійснив квадрупл-дабл.
З 1989 по 1993 рік грав у складі «Мілвокі Бакс».
Частину 1993 року виступав у складі «Детройт Пістонс».
Наступною командою в кар'єрі гравця була «Торонто Репторз», за яку він відіграв один сезон.
Останньою ж командою в кар'єрі гравця стала «Флорида Біч Догс» з команди КБА, до складу якої він приєднався 1996 року і за яку відіграв один сезон.

## Статистика виступів в НБА

### Регулярний сезон
| Сезон              | Команда             | GP  | GS  | MPG  | FG%  | 3P%  | FT%   | RPG | APG | SPG  | BPG | PPG  |
| ------------------ | ------------------- | --- | --- | ---- | ---- | ---- | ----- | --- | --- | ---- | --- | ---- |
| 1984–85            | «Сан-Антоніо Сперс» | 79  | 9   | 21.3 | .498 | .364 | .734  | 3.4 | 3.5 | 1.6  | 0.3 | 9.2  |
| 1985–86            | «Сан-Антоніо Сперс» | 82  | 82  | 35.1 | .514 | .276 | .795  | 6.3 | 5.5 | 3.7  | 0.5 | 17.0 |
| 1986–87            | «Сан-Антоніо Сперс» | 81  | 78  | 33.3 | .466 | .271 | .753  | 6.3 | 5.2 | 3.2* | 0.4 | 17.7 |
| 1987–88            | «Сан-Антоніо Сперс» | 82  | 82  | 36.3 | .465 | .284 | .748  | 6.1 | 6.8 | 3.0  | 0.8 | 19.6 |
| 1988–89            | «Сан-Антоніо Сперс» | 65  | 65  | 35.2 | .483 | .200 | .723  | 5.9 | 6.0 | 3.0  | 0.6 | 17.3 |
| 1989–90            | «Мілвокі Бакс»      | 81  | 81  | 32.1 | .503 | .154 | .741  | 6.9 | 5.5 | 2.6  | 0.2 | 14.2 |
| 1990–91            | «Мілвокі Бакс»      | 81  | 81  | 32.1 | .485 | .365 | .757  | 5.7 | 5.5 | 3.0* | 0.2 | 13.6 |
| 1991–92            | «Мілвокі Бакс»      | 82  | 79  | 30.0 | .430 | .319 | .763  | 4.3 | 4.4 | 2.6  | 0.4 | 12.3 |
| 1992–93            | «Мілвокі Бакс»      | 39  | 32  | 27.3 | .479 | .309 | .629  | 3.5 | 4.0 | 2.3  | 0.2 | 8.7  |
| 1992–93            | «Детройт Пістонс»   | 30  | 22  | 31.4 | .434 | .343 | .690  | 4.4 | 3.6 | 2.2  | 0.3 | 9.3  |
| 1995–96            | «Торонто Репторз»   | 77  | 69  | 32.2 | .470 | .272 | .677  | 4.4 | 4.2 | 2.2  | 0.5 | 9.3  |
| Усього за кар'єру  | Усього за кар'єру   | 779 | 680 | 31.7 | .477 | .295 | .743  | 5.2 | 5.0 | 2.7  | 0.4 | 14.0 |
| В іграх усіх зірок | В іграх усіх зірок  | 4   | 2   | 15.0 | .389 | —    | 1.000 | 3.3 | 1.8 | 0.5  | —   | 4.5  |

### Плей-оф
| Сезон             | Команда             | GP | GS | MPG  | FG%  | 3P%  | FT%  | RPG | APG | SPG | BPG | PPG  |
| ----------------- | ------------------- | -- | -- | ---- | ---- | ---- | ---- | --- | --- | --- | --- | ---- |
| 1986              | «Сан-Антоніо Сперс» | 3  | 3  | 32.7 | .276 | —    | .846 | 4.7 | 6.3 | 2.3 | 0.3 | 9.0  |
| 1988              | «Сан-Антоніо Сперс» | 3  | 3  | 39.7 | .566 | .429 | .778 | 4.7 | 9.3 | 4.0 | 0.3 | 23.3 |
| 1990              | «Мілвокі Бакс»      | 4  | 4  | 38.8 | .522 | .000 | .706 | 5.8 | 4.8 | 2.3 | 0.0 | 23.5 |
| 1991              | «Мілвокі Бакс»      | 3  | 3  | 39.3 | .592 | .333 | .769 | 6.0 | 5.0 | 2.7 | 0.0 | 23.7 |
| Усього за кар'єру | Усього за кар'єру   | 13 | 13 | 37.7 | .515 | .353 | .754 | 5.3 | 6.2 | 2.8 | 0.2 | 20.2 |

## Особисте життя
У Робертсона є два сини. Тайрелл — професійний гравець в американський футбол. Другий син Елджин Кук — баскетболіст.
1990 року під час міжсезоння в НБА провів один місяць у в'язниці за домашнє насильство над тодішньою дружиною. У серпні 1997 року був звинувачений колишньою дівчиною у побитті і був засуджений до одного року в'язниці. 2007 року був арештований за домашнє насильство в Сан-Антоніо.
2010 року був заарештований і обвинувачений у викраденні 14-річної дівчини, сексуальному насильстві над нею та примушенні її до сексу за гроші з іншими чоловіками. Через п'ять років суд зняв обвинувачення, після того як стало зрозуміло, що потерпіла вигадала цю історію.